# Parafia św. Andrzeja Apostoła w Kaszewach
Parafia św. Andrzeja Apostoła w Kaszewach – rzymskokatolicka parafia należąca do dekanatu Kutno – św. Michała Archanioła w diecezji łowickiej. 
Parafia liczy 1213 wiernych.
Erygowana w XV w.

## Zasięg parafii
Do parafii należą wierni z następujących miejscowości: Gajew, Julianów, Kaszewy Dworne, Kaszewy-Kolonia, Kaszewy Kościelne, Kaszewy-Spójnia, Kaszewy Tarnowskie, Kotliska, Kutno (kilka ulic we wschodniej części), Podgajew, Psurze, Różanowice, Sokół, Szczyt, Szymanówka, Uroczysko Leśne i Złotniki.

## Proboszczowie
- ks. Andrzej Rzeźnicki (2021–2024)[2]
- ks. Marcin Koralewski (2024–2025 )[2] – administrator
- ks. Mieczysław Młynarczyk CR (od 2025)[3] – administrator